# Pi élete (könyv)
A Pi élete (eredeti cím: Life of Pi) kanadai fantasy kalandregény, amit Yann Martel jelentetett meg 2001 szeptemberében. A történet egy indiai fiú, Piscine Molitor "Pi" Patel kalandját követi nyomon, aki 200 napig utazott egy hajón egy bengáli tigrissel, eközben spirituális utazásban vesz részt. A könyvet Magyarországon az Európa Könyvkiadó jelentette meg 2004-ben, azóta 7 újrakiadást élt meg.
A műből több mint tíz millió példányt adtak el világszerte, az angol kiadás pedig megnyerte a Man Booker-díjat is.

## Cselekménye
|  | Alább a cselekmény részletei következnek! |

A történet főszereplője Piscine Molitol Patel, akire gyerekkorában aggasztották rá a Pi gúnynevet, ami a vizelés angol rövidítését jelenti. A fiú később megtartotta ezt a nevet, de már mint a Pi szám iránti tiszteletként hivatkozott rá. A történetet ő narrálja végig.
Pi apja egy állatkert tulajdonosa volt Pondicherry kerületében, ám anyagi gondok miatt már nem tudták fenntartani, ezért az állatokkal együtt Kanadába utaztak a Tsimtsum nevű szállítóhajón. A hajó azonban hatalmas viharba kerül, ami teljesen szétroncsolja azt, egyedüli túlélőként pedig Pi és egy mentőcsónaknyi állat marad meg. Az állatok szépen lassan kipusztulnak, míg végül csak egy marad meg: egy Richard Parker nevű bengáli tigris. Az állat neve egy technikai malőr eredménye, ugyanis véletlenül egy vadász neve került rá a papírokra a saját neveként. Pi kénytelen együtt hánykolódni a csónakban Parkerrel, akit a tengerből vadászott halakkal etet és idomít, ezzel próbálva túlélni mellette. Az út során több szigetet is felfedeznek, melyek közt akad veszélyes és biztonságos is.
|  | Itt a vége a cselekmény részletezésének! |

## Magyarul
- Pi élete; ford. Szász Imre, Gy. Horváth László; Európa, Bp., 2004 ISBN 963-07-7579-4

## Adaptáció
A könyv alapján 2012-ben készült el a hasonló címet viselő film Ang Lee rendezésében és David Magee forgatókönyve alapján, a főszereplőt pedig Suraj Sharma alakította. A produkció nagy sikert aratott, a 85. Oscar-gálán összesen 11 jelölést szerzett, ebből összesen 4-et váltott díjra, köztük a legjobb rendezőnek járót is.
A műből korábban színházi feldolgozás is készült a Twisting Yarn Theatre Company által, Keith Robinson rendezésében és Andy Rashleigh színpadi átirata nyomán. Ebben a produkcióban Tony Hasnath játszotta Pi-t, de mellette szerepet kapott még Taresh Solanki, Melody Brown, Conor Alexander, Sanjay Shalat és Mark Pearce. A mű bemutatója az angliai Alhambra Theatre-ben volt 2003-ban, majd 2004 és 2007 között bejárta Angliát és Írországot is.